# (500403) 2012 TX97
(500403) 2012 TX97 es un asteroide perteneciente al cinturón de asteroides, descubierto el 7 de noviembre de 2007 por el equipo del Spacewatch desde el Observatorio Nacional de Kitt Peak, Arizona, Estados Unidos.

## Designación y nombre
Designado provisionalmente como 2012 TX97.

## Características orbitales
2012 TX97 está situado a una distancia media del Sol de 3,026 ua, pudiendo alejarse hasta 3,327 ua y acercarse hasta 2,724 ua. Su excentricidad es 0,099 y la inclinación orbital 1,302 grados. Emplea 1922,83 días en completar una órbita alrededor del Sol.

## Características físicas
La magnitud absoluta de 2012 TX97 es 17.